# Jiří Anděl (matematik)
Prof. RNDr. Jiří Anděl, DrSc. (7. března 1939 Jenišovice, Česko-Slovenská republika – 29. dubna 2021) byl český matematik a matematický statistik. Dosáhl významných výsledků v asymptotických metodách matematické statistiky, analýze časových řad.

## Biografie
V letech 1956–1961 studoval matematiku se zaměřením na matematickou statistiku na MFF UK. Již během studia si ho prof. Jaroslav Janko vybral jako asistenta na katedru statistiky. V roce 1965 obhájil kandidátskou práci na Československé akademii věd s názvem Lokální asymptotická mohutnost testů typu Kolmogorova-Smirnova, vedoucí práce byl prof. Jaroslav Hájek. Habilitoval v roce 1972 prací Mnohorozměrné autoregresní posloupnosti, docentem byl jmenován až v roce 1977. V roce 1981 získal hodnost doktor věd a roku 1986 byl jmenován profesorem matematické statistiky. Celou svou kariéru spojil s katedrou pravděpodobnosti a matematické statistiky MFF UK, v roce 1977 byl nejprve pověřen jejím vedením, v letech 1981 až 1993 byl jejím řádným vedoucím. V roce 1990 se stal prvním předsedou České statistické společnosti. V letech 1993–2012 působil jako proděkan Matematicko-fyzikální fakulty Univerzity Karlovy, roku 2015 byl jmenován emeritním profesorem.